# Pandemia de COVID-19 no Congo
Este artigo documenta os impactos da pandemia de COVID-19 no Congo e pode não incluir todas as principais respostas e medidas contemporâneas.

## Cronologia
Em 14 de março, o primeiro caso de COVID-19 no Congo foi confirmado, tratando-se de um homem de 50 anos de idade que havia viajado para Paris, na França. Em 19 de março, mais 2 casos foram confirmados.
Em primeiro de junho, República Democrática do Congo informou que em meio à pandemia, há uma nova epidemia de Ebola na cidade ocidental de Mbandaka, a mais de 1.000 quilômetros de um surto contínuo no leste. Até essa data, o novo coronavírus infectou 3.195 pessoas e deixou 72 mortos no país, segundo levantamento da Universidade Johns Hopkins (JHU).